# MTV Movie Award a legjobb „WTF” jelenetnek
Ez a szócikk az MTV Movie Award a legjobb „WTF” jelenetnek járó díj díjazottjainak listáját tartalmazza. Ez a kategória új az MTV Movie Awards történetében, 2009-ben első alkalommal került átadásra.

## 2009
- Amy Poehler (Bébi mama) - Amikor Amy Poehler nem tudja kinyitni a wc tetejét, a csapba pisil
  - Angelina Jolie (Wanted) - Angelina Jolie megöli összes ellenfelét és saját magát is egyetlen golyóval
  - Ayush Mahesh Khedekar (Gettómilliomos) - Ayush Mahesh Khedekar a pöcegödörben fürdik
  - Ben Stiller (Trópusi vihar) - Ben Stiller megnyal egy levágott fejet
  - Jason Segel és Kristen Bell (Lepattintva) - Jason Segel pucéran szakít Kristen Bell-lel

## 2010
- Ken Jeong - Másnaposok
  - Betty White - Nász-ajánlat
  - Bill Murray - Zombieland
  - Isabel Lucas - Transformers: A bukottak bosszúja
  - Megan Fox - Ördög bújt beléd

## Külső hivatkozások
- Az MTV Movie Awards hivatalos weboldala Archiválva 2012. május 22-i dátummal a Wayback Machine-ben
- A Legjobb „WTF” jelenetek jelöltjeinek és nyertes jeleneteinek videója 2009 Archiválva 2010. február 12-i dátummal a Wayback Machine-ben
- A Legjobb „WTF” jelenetek jelöltjeinek és nyertes jeleneteinek videója 2010 Archiválva 2010. április 1-i dátummal a Wayback Machine-ben